# Uffe Steen
Uffe Steen, född 1953, är en dansk jazzmusiker som spelar gitarr bland annat med Uffe Steen Trio, i vilken Adam Nussbaum spelar trummor och Lennart Ginman spelar bas.

## Diskografi
- Dust in My Coffee (2006)